# Sidney Smith (cartonista)
Sidney Smith, nato Robert Sidney Smith (13 febbraio 1877 – Chicago, 20 ottobre 1935), è stato uno sceneggiatore e regista statunitense.
Fumettista di fama e creatore nel 1917 della serie The Gumps che raggiunse presto notevole popolarità e che realizzò fino alla morte; lavorò nel cinema anche come produttore.

## Filmografia

### Sceneggiatore
- Old Doc Yak, regia di Sidney Smith - cortometraggio (1913)
- Old Doc Yak and the Artist's Dream, regia di Sidney Smith - cortometraggio (1913)
- Doc Yak's Christmas, regia di Sidney Smith - cortometraggio (1913)
- Doc Yak, Moving Picture Artist, regia di Sidney Smith - cortometraggio (1914)
- Doc Yak, the Cartoonist, regia di Sidney Smith (1914)
- Doc Yak, the Poultryman, regia di Sidney Smith (1914)
- Doc Yak, Over the Fence and Out, regia di Sidney Smith (1914)
- Doc Yak, Artillery Man, regia di Sidney Smith (1914)
- Doc Yak's Temperance Lecture, regia di Sidney Smith (1914)
- Doc Yak, the Marksman, regia di Sidney Smith (1914)
- Doc Yak Bowling, regia di Sidney Smith (1914)
- Doc Yak's Zoo, regia di Sidney Smith (1914)
- Doc Yak and the Limited Train, regia di Sidney Smith (1914)
- Doc Yak's Wishes, regia di Sidney Smith (1914)
- Doc Yak's Bottle, regia di Sidney Smith (1914)
- Doc Yak's Cats, regia di Sidney Smith (1914)
- Doc Yak Plays Golf, regia di Sidney Smith - cortometraggio (1914)
- Doc Yak and Santa Claus, regia di Sidney Smith (1914)
- Doc in the Ring, regia di Sidney Smith (1915)
- Doc the Ham Actor, regia di Sidney Smith (1915)
- Westbound, regia di Erle C. Kenton (1924)
- Out in the Rain, regia di Francis Corby (1928)

### Regista
- Old Doc Yak and the Artist's Dream - cortometraggio (1913)
- Doc Yak's Christmas - cortometraggio (1913)
- Doc Yak, Moving Picture Artist - cortometraggio (1914)

- Doc Yak Bowling - cortometraggio (1914)

- Doc Yak Plays Golf - cortometraggio (1914)
- Doc Yak and Santa Claus - cortometraggio (1914)